# Baumbach (Schwalm)
Der Baumbach ist ein fast sechs Kilometer langer, südöstlicher bzw. rechtsseitiger Zufluss der Schwalm in Hessen.
Der Baumbach entspringt in der Nähe der Ortschaft Rockshausen in der Gemeinde Wabern. Er wird durch zwei Quellen gespeist, die ca. 200 Meter auseinander und innerhalb landwirtschaftlich genutzter Flächen liegen. Nach dem Zusammenfluss der beiden Quellbäche fließt der Baumbach in südlicher Richtung an Rockshausen vorbei.
Zwischen Rockshausen und Falkenberg mündet linksseitig der Ketschbach (⊙) in den Baumbach ein.
Anschließend fließt der Baumbach in westlicher Richtung nördlich an Falkenberg vorbei. An der B 254 schwenkt der Baumbach in nördliche Richtung, fließt am südwestlichen Ortsrand von Unshausen ein Stück entlang der Bachstraße und verlässt dann das Dorf, um weiter nach Norden durch die Feldflur zu fließen.
Nordwestlich von Unshausen, in der Nähe der B 253 mündet der Baumbach in die Schwalm.
Der Baumbach legt von der Quelle bis zur Mündung rund sechs Kilometer zurück und überwindet dabei einen Höhenunterschied von 123 Metern.